# Valea Moldovei
Valea Moldovei település Romániában, Bukovinában, Suceava megyében.

## Fekvése
Gura Humorului közelében, Slatinától északra fekvő település.

## Leírása
A települést 1453-ban említette először oklevél.
A 2002 évi népszámláláskor 5857 lakosa volt. A településhez tartozik még Mironu is.